# Svartstrupig hackspett
Svartstrupig hackspett (Colaptes atricollis) är en fågel i familjen hackspettar inom ordningen hackspettartade fåglar.

## Utseende och läte
Svartstrupig hackspett är en praktfull medlem av familjen. Helsvart strupe och kraftigt tvärbandad undersida skiljer den från i övrigt lika arten olivgul hackspett. Hanen har helröd hjässa och rött mustaschstreck, honan har bara rött i nacken. Bland lätena hörs utdragna gnäggande ljud och enstaka "pew".

## Utbredning och systematik
Svartstrupig hackspett är endemisk för Anderna i Peru. Den delas in i två underarter med följande utbredning:
- Colaptes atricollis atricollis – förekommer i torra områden på Andernas västsluttning i Peru (La Libertad till västra Arequipa)
- C. a. peruvianus – förekommer i norra Peru (torra sluttningar i Marañóndalen)

## Levnadssätt
Svartstrupig hackspett hittas i en rad olika miljöer, men vanligast i torra områden med höga kaktusar. Den undviker tät skog.

## Status och hot
Arten har ett stort utbredningsområde, men tros minska i antal, dock inte tillräckligt kraftigt för att den ska betraktas som hotad. Internationella naturvårdsunionen IUCN listar arten som livskraftig (LC).